# International Table Tennis Federation
Die International Table Tennis Federation (ITTF) ist der Dachverband aller nationalen Sportverbände für Tischtennis. Sie wurde 1926 gegründet.
Zu den Aufgaben der ITTF gehören die Überwachung des Regelwerks und die Suche nach technischen Verbesserungen. Die ITTF richtet auch zahlreiche internationale Wettbewerbe aus, darunter seit 1926 die Tischtennis-Weltmeisterschaften. Bei diesen Weltmeisterschaften richtet der ITTF seine Kongresse – auch Biannual General Meeting (BGM) bzw. nach 1999 Annual General Meeting (AGM) genannt – aus. Hier werden Anträge der Mitglieder, etwa auf Regeländerungen, beraten und beschlossen. Wöchentlich gibt der ITTF eine Weltrangliste für Damen, Herren, Doppel und Mixed heraus.
Der ITTF hat 226 Mitgliedsverbände (Stand Juli 2017). Somit ist die International Table Tennis Federation der erste und bislang einzige Sportverband der Welt, der alle Länder und Territorien (viele britische Inseln verfügen über eigene Verbände, obwohl sie keine selbstständigen Staaten sind) in einem Sportverband vereint. Sitz des Verbandes ist das Maison du Sport International in Lausanne.

## Gründung
Während eines internationalen Einladungsturniers trafen sich am 15. Januar 1926 im Klubhaus des Tennisvereins Gelb-Weiß 1900 Berlin in Berlin-Wilmersdorf, Kaiser-Allee 49–50, die Delegierten der Länder Österreich, England, Deutschland und Ungarn. Eines der Hauptziele bestand darin, weltweit einheitliche Regeln für den Tischtennissport festzulegen. Initiiert wurde diese Versammlung durch Georg Lehmann, den Präsidenten des Deutschen Tischtennis-Bundes (DTTB). Von deutscher Seite nahmen noch F. Gruber (Generalsekretär des Deutschen Tennis Bundes), Fritz Zinn (DTTB-Schatzmeister), Hans-Georg Lindenstaedt (Tischtennissportler) und K. Wilhelm (Turnierleiter aus Berlin) teil. England wurde durch Ivor Montagu, Geo J. Ross und William J. „Bill“ Pope († Juni 1950) vertreten, Ungarn durch Zoltán Mechlovits und Roland Jacobi, Österreich durch Eduard Freudenheim.
Die Teilnehmer gründeten die ITTF. Alle Nationen, die bis zum 1. Juni 1926 beitraten, gelten als Gründungsmitglieder. Dies sind zunächst die vier Länder, die an der Gründungsversammlung teilnahmen. 1926 traten noch Schweden, die Tschechoslowakei und Wales bei. Diese wurden auch zu den Gründungsmitgliedern gezählt.
Der erste ITTF-Kongress fand im Anschluss an die erste Weltmeisterschaft am 12. Dezember 1926 in London in der Bibliothek von Lady Swaythling statt. Hier bildete sich das Präsidium:
Präsident:
- Ivor Montagu (England)

Sekretäre:
- C. H. Hallet (Wales)
- Jan Gerke (Tschechoslowakei)

Beisitzer:
- Richard Pick (Österreich)
- Fritz Zinn (Deutschland)
- Béla von Kehrling (Ungarn)
- Hassan-Ali Fyzee (Indien)
- Carl Linde (Schweden)

Zudem wurden eine Ball- und Geräte-Kommission (C. H. Hallet, Jan Gerke, William J. Pope) und eine Spielregel-Kommission (Ivor Montagu, Richard Pick, Zoltán Mechlovits) ins Leben gerufen.

## Zweiter Weltkrieg
Vor dem Zweiten Weltkrieg fanden seit der Gründung 13 Kongresse statt. 1939 gehörten 28 nationale Verbände der ITTF an. Während des Krieges ruhten die Aktivitäten, danach trat der Kongress erstmals im März 1947 zusammen. 1951 waren 48 Nationen Mitglied, 1965 schon 83 Staaten.

## Präsidenten
- 1926–1967: Ivor Montagu (England)
- 1967–1987: Roy Evans (Wales)
- 1987–1994: Ichiro Ogimura (Japan)
- 1995–1995: Sven-Olof Hammarlund (Schweden)
- 1995–1999: Xu Yinsheng (China)
- 1999–2014: Adham Sharara (Kanada)
- 2014–2021: Thomas Weikert (Deutschland)
- seit 2021: Petra Sörling (Schweden)

## Ausländerregelung
In den 1980er Jahren wurde folgende Regelung beschlossen: Schließt sich ein Sportler einem anderen Verband an und war er in seinem Herkunftsland vorher international im Einsatz, dann muss er sechs Jahre warten, bevor er den neuen Verband international vertreten darf.
1994 ergänzte die ITTF diese Bestimmung. War der Sportler in seinem Herkunftsland noch nicht international aktiv, dann kann er für den neuen Verband bereits nach drei Jahren international spielen, falls er dort drei Jahre einen festen Wohnsitz hat und dort auch lebt.
2008 verschärfte der ITTF-Kongress die Regelung: Will ein Aktiver einen Verband wechseln und war er vorher für einen anderen Verband aktiv, so muss der neue Verband diesen Spieler beim ITTF registrieren lassen. Ab dem Zeitpunkt der Registrierung setzt eine Wartefrist ein, erst danach darf er vom neuen Verband eingesetzt werden. Die Wartefrist beträgt drei Jahre für Jugendliche unter 15 Jahren, fünf Jahre für 15- bis 17-Jährige und sieben Jahre für 18- bis 20-Jährige. Ältere Spieler dürfen den Verband nicht mehr wechseln.
Diese Regelung trat zum 1. September 2008 in Kraft. Sie gilt nicht rückwirkend. Sie soll die bisherige oft praktizierte Methode eindämmen, dass etwa in China ausgemusterte Spieler andere Länder international vertreten.

## Wissenswertes
- 1952 wurde China als Mitglied aufgenommen.[7]
- 1960 wurde Vietnam ITTF-Mitglied.[8]
- 1965 tritt Japan dem ITTF bei.[9]
- 1970 wurde der ITTF Mitglied in der Global Association of International Sports Federations (GAIF)[10]
- 1991 wurden Lettland und Litauen erneut Vollmitglied. Vor dem Zweiten Weltkrieg waren diese Republiken bereits Mitglied im ITTF.[11]
- 2003 hat der ITTF den Kosovo, trotz fehlender internationaler Anerkennung und im Gegensatz zu vielen anderen Sportarten, als Mitglied anerkannt.[12]
- 2019 wurde World Table Tennis (WTT) als 100%ige Tochter gegründet, um alle kommerziellen Aktivitäten und Eventorganisation der ITTF zu bewerkstelligen.[13]
- 2021 wurden die Falklandinseln – Falkland Islands Table Tennis Association – als 227. Mitglied aufgenommen. Der Verband bestand damals nur aus einem einzigen Verein.[14]
- 2022: Am 1. März schließt der ITTF wegen des russischen Krieges gegen die Ukraine alle russischen und belarussischen Athleten und Funktionäre von internationalen Tischtenniswettbewerben aus.[15]